# コダダド・アジジ
コダダド・アジジ（ペルシア語: خداداد عزیزی, アルファベット表記：Khodadad Azizi, 1971年6月22日 - ）は、イラン出身の元サッカー選手、サッカー指導者。現役時代のポジションはFW。

## クラブ経歴
クラブ・レベルでは1997年にドイツの1.FCケルンへ移籍し、アリ・ダエイ、カリム・バゲリと共にブンデスリーガ初のイラン人選手の一人となった。ケルンで3シーズン過ごした後、米国MLSのサンノゼ・アースクエイクスに移籍。その後もオーストリア・ブンデスリーガのFCアドミラ・ヴァッカー・メードリングなど複数のクラブを渡り歩いた。2005-06シーズンを最後に現役を引退した。

## 代表経歴
イラン代表のFW、MFとして長く活躍。キャップ数47、11ゴールを挙げた。公称169cmながら、70kgというガッチリとした体型のパワフルなドリブラーとして知られ、アリ・ダエイとのコンビで攻撃を担った。
1996年のAFCアジアカップ1996ではチームの3位入賞に貢献し大会MVPを受賞、この活躍により同年のアジア年間最優秀選手賞を受賞した。オーストラリア代表との大陸間プレーオフの2試合で、2得点1アシストとチームの全得点に絡み、翌年の1998 FIFAワールドカップでもグループリーグの全3試合に出場した。
1999年以降はサッカー協会との関係悪化により代表に招集されない時期もあったが、AFCアジアカップ2000に出場し、2006 FIFAワールドカップ・アジア予選でもベンチ入りしている。

## 指導歴経歴
引退後は、自身が選手生活を始めた故郷のクラブ、FCアブーモスレムのテクニカル・ディレクターに就任。2006年12月には同クラブの監督に指名され、2007年10月まで指揮をとった。
2008年にパヤーム・マシュハドの監督に就任するも半年で退任。2009年にはエステグラル・アフヴァーズの監督に就任するがわずか3ヶ月で解任されている。

## 車椅子事件
1997年11月、日本とイランがW杯出場の座を賭けてプレーオフで激突する事となったフランスワールドカップ第三代表決定戦（「ジョホールバルの歓喜」）において、アジジは試合前日に日本の報道陣の前に車椅子で現れておきながら当日何食わぬ顔でスターティングメンバーとして出場し、後半開始からわずか25秒で同点ゴールを決めた。
この一件については当時から現在に至るまで、イラン側が情報戦を仕掛けてきたと認識している者がほとんどである。北京五輪サッカー日本代表監督の反町康治も、試合前日の記者会見で相手の主力選手が負傷しているというニュースに対して「昔のアジジみたいなこともあるしね（笑）」と答えたことがある。ただ、一部のメディアが『アジジの出場は絶望的、欠場か』と大きく取り上げる一方で、岡田武史監督や日本代表の選手は嘘だと見抜いていて相手にしていなかった。
なお、当時のイラン代表監督ヴァルデイル・ヴィエイラによれば、アジジが前日練習を欠席したのは、「途中で主力のアジジが同僚と喧嘩した。それでイランサッカー協会がアジジを強制送還させようとした。そうした内紛を表面化させない為だった」と後に語っている。
この第三代表決定戦が日本サッカー史上、過去最大の注目を浴びたため、アジジの出場可否をめぐる情報戦も大きく報道された。そのためにサッカーの試合における情報戦、メンバー発表における駆け引き（主力温存、当て馬作戦など）そのものが「アジジ」「アジジ作戦」などと呼ばれるようになった。

## 所属クラブ
- FCアブーモスレム　1988-1992
- ファトフ・テヘラン　1992-1994
- バフマンFC　1994-1997
- ペルセポリスFC　1997
- 1.FCケルン　1997-2000
- サンノゼ・アースクエイクス　2000
- アル・ナスルSC　2001
- パス・テヘラン　2001-2005
- FCアドミラ・ヴァッカー・メードリング　2005
- オガーブFC　2005-2006
- ラーフ・アーハンFC　2006

## 代表歴

### 出場大会
- イラン代表
  - 1998 FIFAワールドカップ

### 試合数
- 国際Aマッチ 46試合 11得点（1992年-2004年）[11]

| イラン代表 | 国際Aマッチ | 国際Aマッチ |
| 年         | 出場        | 得点        |
| ---------- | ----------- | ----------- |
| 1992       | 1           | 0           |
| 1993       | 0           | 0           |
| 1994       | 0           | 0           |
| 1995       | 0           | 0           |
| 1996       | 9           | 2           |
| 1997       | 18          | 9           |
| 1998       | 5           | 0           |
| 1999       | 0           | 0           |
| 2000       | 8           | 0           |
| 2001       | 0           | 0           |
| 2002       | 0           | 0           |
| 2003       | 1           | 0           |
| 2004       | 4           | 0           |
| 通算       | 46          | 11          |

## 指導歴
- FCアブ・モスレム　2006-2007
- パヤーム・マシュハド 2008
- エステグラル・アフヴァーズ 2009